# シリアの友人たち

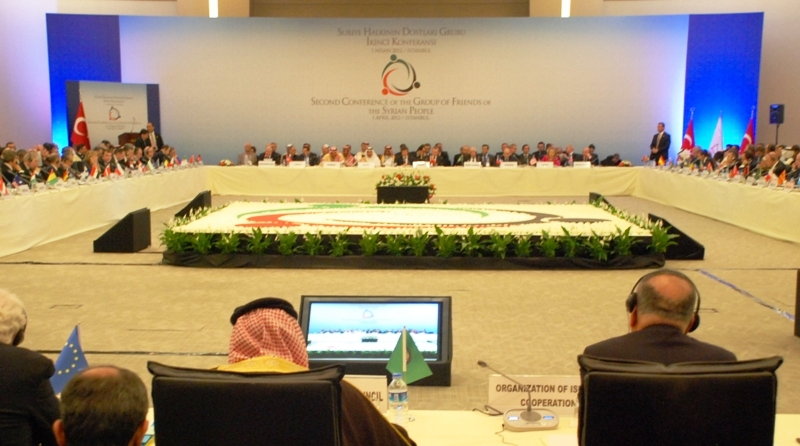
2012年4月1日、トルコ、イスタンブールでの第2回会合

シリアの友人たち（英語：Group of Friends of the Syrian People）とは、国連安全保障理事会の外で、シリア内戦について外交を行う国々を指す名称である。シリアの友人、シリアの友人会合、シリアの友などとも呼ばれる。

## 概要

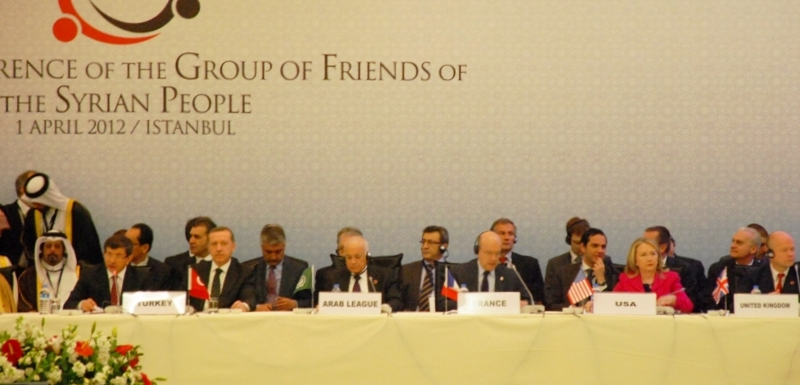
第2回会合に参加した代表者の顔ぶれ

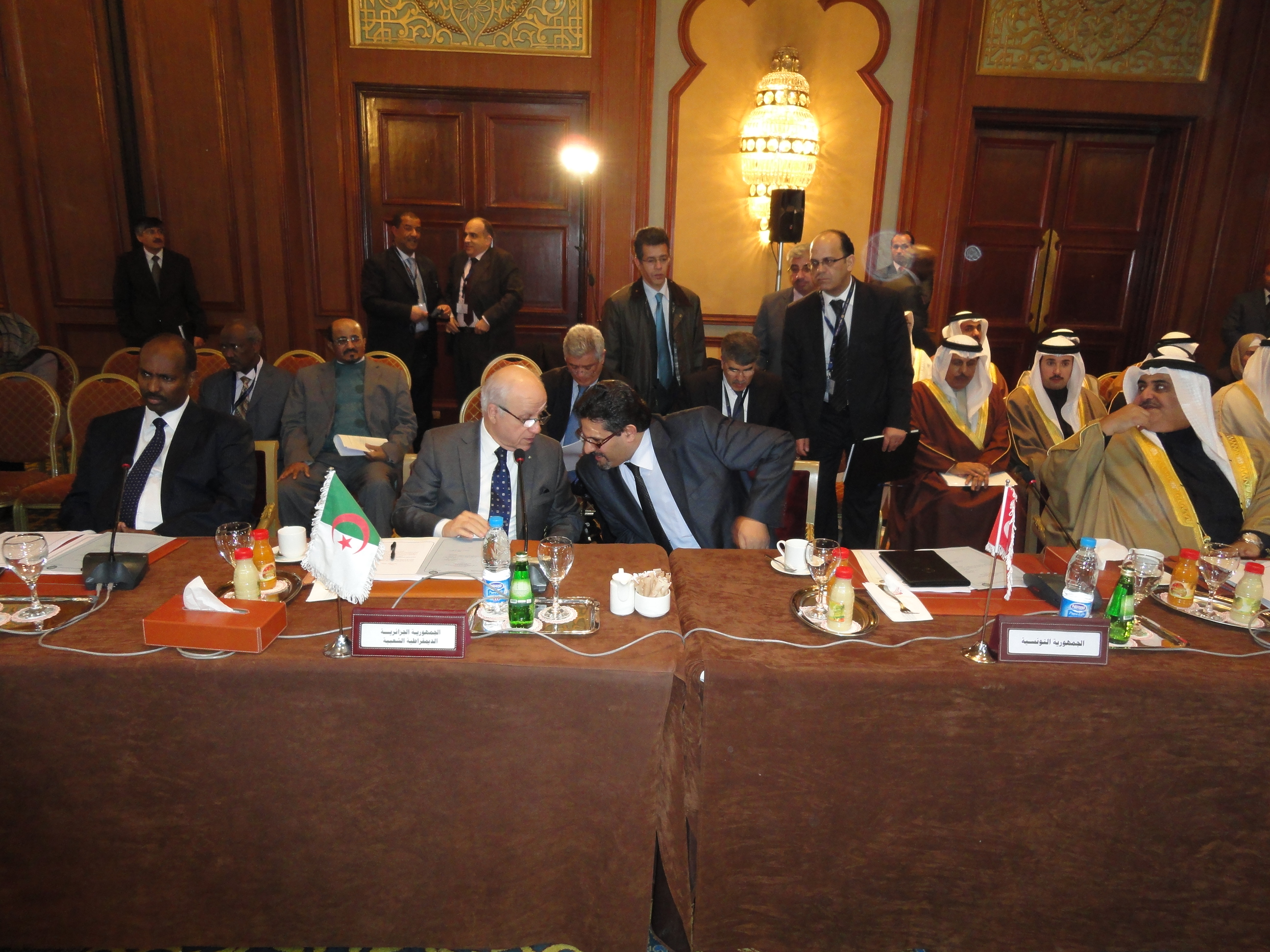
会議に参加するアルジェリアとチュニジア代表

国連安全保障理事会では、シリアのアサド政権への制裁や攻撃が議論されるとき、シリア政権を支持するロシアや中国の反対で、シリアを非難する安保理決議案が度々潰される場面が見られた。この状況を抜け出すため、シリアの政権側を批判する国々は、国連の枠組みにとらわれない集まりを結成した。アメリカのバラク・オバマ大統領が主導して結成された。
最初の会合は2012年2月24日に、フランスのニコラ・サルコジ大統領によってチュニジアで開催された。
2回目の会合は、2012年4月1日、トルコのイスタンブールで開催された。この会合では、シリア国民連合に属するシリア国民評議会は、シリアでの流血を止めるために、国際社会に具体的な行動を求め、各国に対してシリアへの介入を要請するとともに、自由シリア軍兵士への給与を要求した。カタールのハマド・ビン・ジャーシム・ビン・ジャブル・アール＝サーニー首相兼外相とアメリカのヒラリー・クリントン国務長官は、シリアを強く非難した。
第3回は、2012年7月6日にパリで開催された。第4回の会合は、2012年12月12日、モロッコのマラケシュで開催された。
2013年6月22日にはカタールのドーハで閣僚級会合が開かれた。ここでは「反体制派が必要とするあらゆる装備を緊急に供与する」との声明を発表した。しかし、ドイツとイタリアは、この声明に難色を示しているとされる。
2013年10月23日、アメリカ合衆国、イギリス、フランス、ドイツ、イタリア、エジプト、ヨルダン、カタール、サウジアラビア、トルコ、アラブ首長国連邦の11カ国が、シリア反体制派の代表とロンドンで会合を開いた。将来のシリア政権にアサド大統領を参加させないことでは一致したが、11月に予定されている和平会議に反体制派が出席するかどうかについては決まらなかった。
国営のシリア·アラブ通信社からは「シリアに対する一連の陰謀に関与する集まり」と批判され、参加者は「シリアの敵」としている。

## 参加者
第四回のマラケシュでの会合には、114の国の代表が参加した。しかし、2013年には、参加国は11カ国となった。

### 参加国
以下は、2013年現在の参加国。
- エジプト
- フランス
- ドイツ
- イタリア
- ヨルダン
- カタール
- サウジアラビア
- トルコ
- アラブ首長国連邦
- イギリス
- アメリカ

### シリア反体制派
- シリア国民連合（シリア国民評議会（英語版））

### 国際機関
国際機関については、以下の通り。
- アフリカ連合[16]
- アラブ連盟
- アラブ・マグレブ連合
- 欧州連合
- 湾岸協力会議
- イスラム協力機構
- 国際連合

### その他
人権団体アムネスティ・インターナショナルは、「シリアの友人たち」に対してシリア政府への禁輸措置や、アサド大統領をはじめとする政府側要人の資産の凍結など、断固たる行動を求めている。